# Verlaine (Neufchâteau)
Verlaine (en való Verlinne) és un dels nuclis del municipi de Neufchâteau a la província de Luxemburg a Bèlgica.
A l'antic règim, formava part del quarter de Tournay, un dels sis quarters de la Terra de Neufchâteau. El 1823 el municipi va fusionar amb Tournay i el 1977 aquest mateix va fusionar amb Neufchâteau. Verlaine és una petita caseria rural.

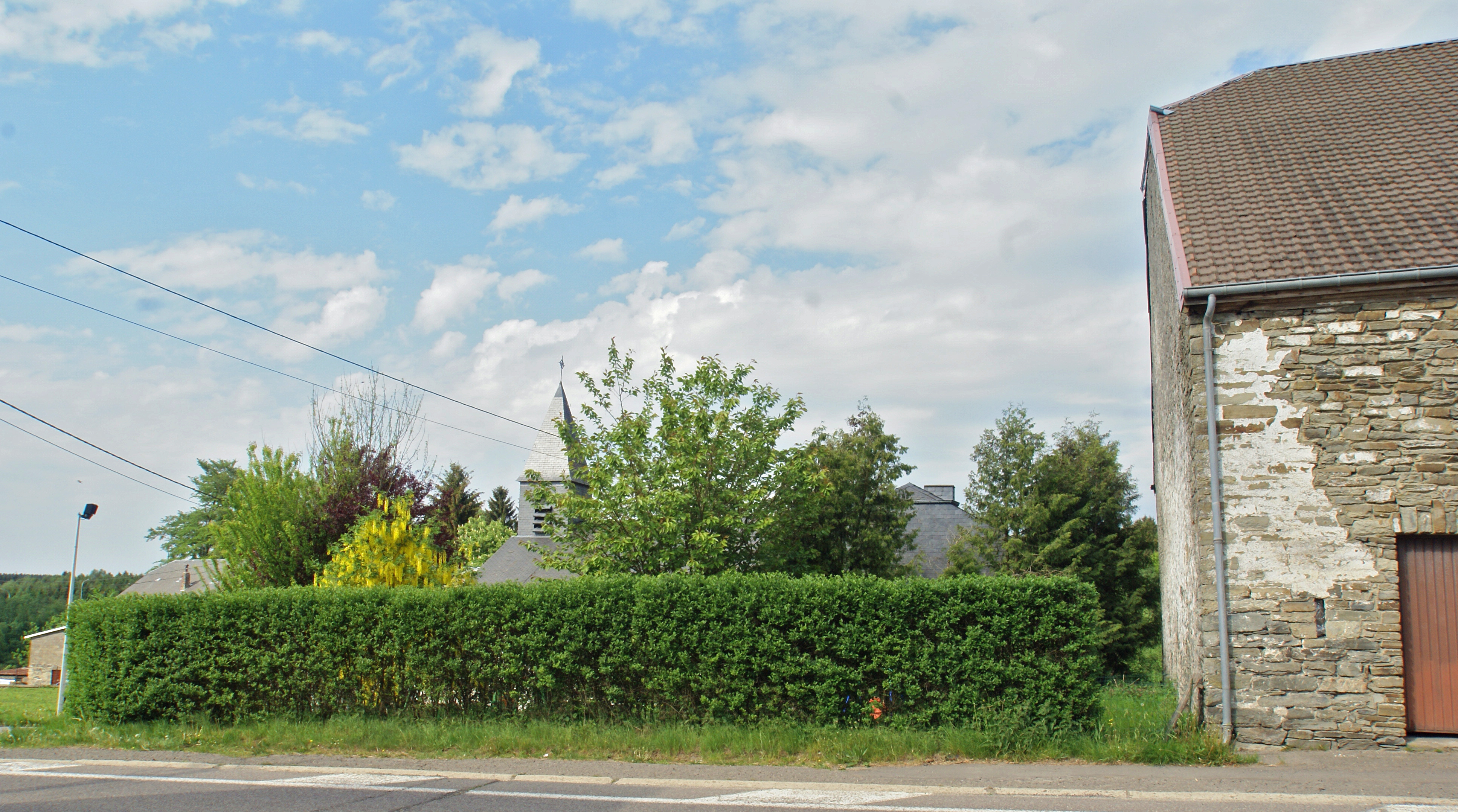
El campanar de la capella de Sant Josep
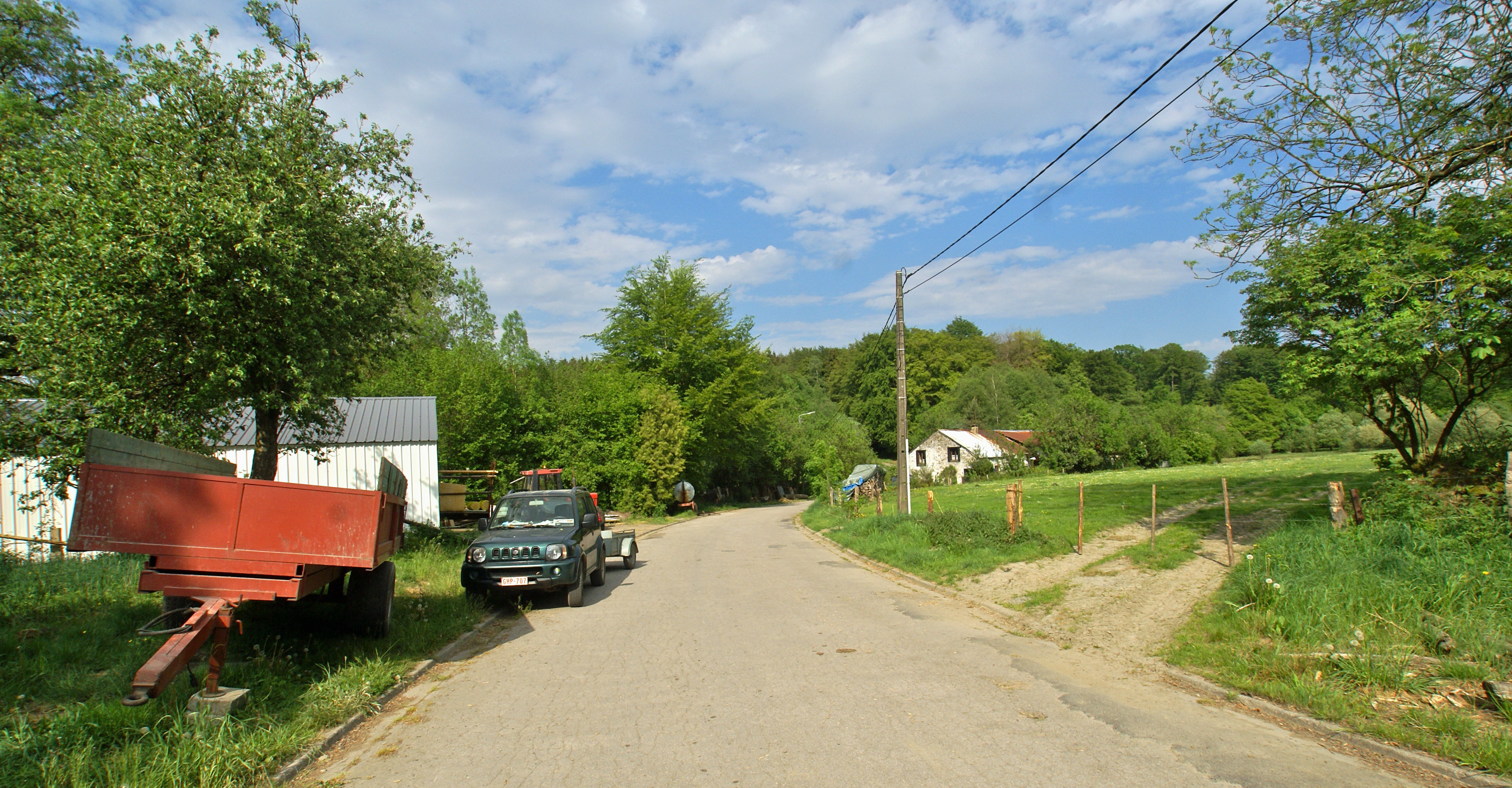
el carrer Voie de Cher en direcció nord
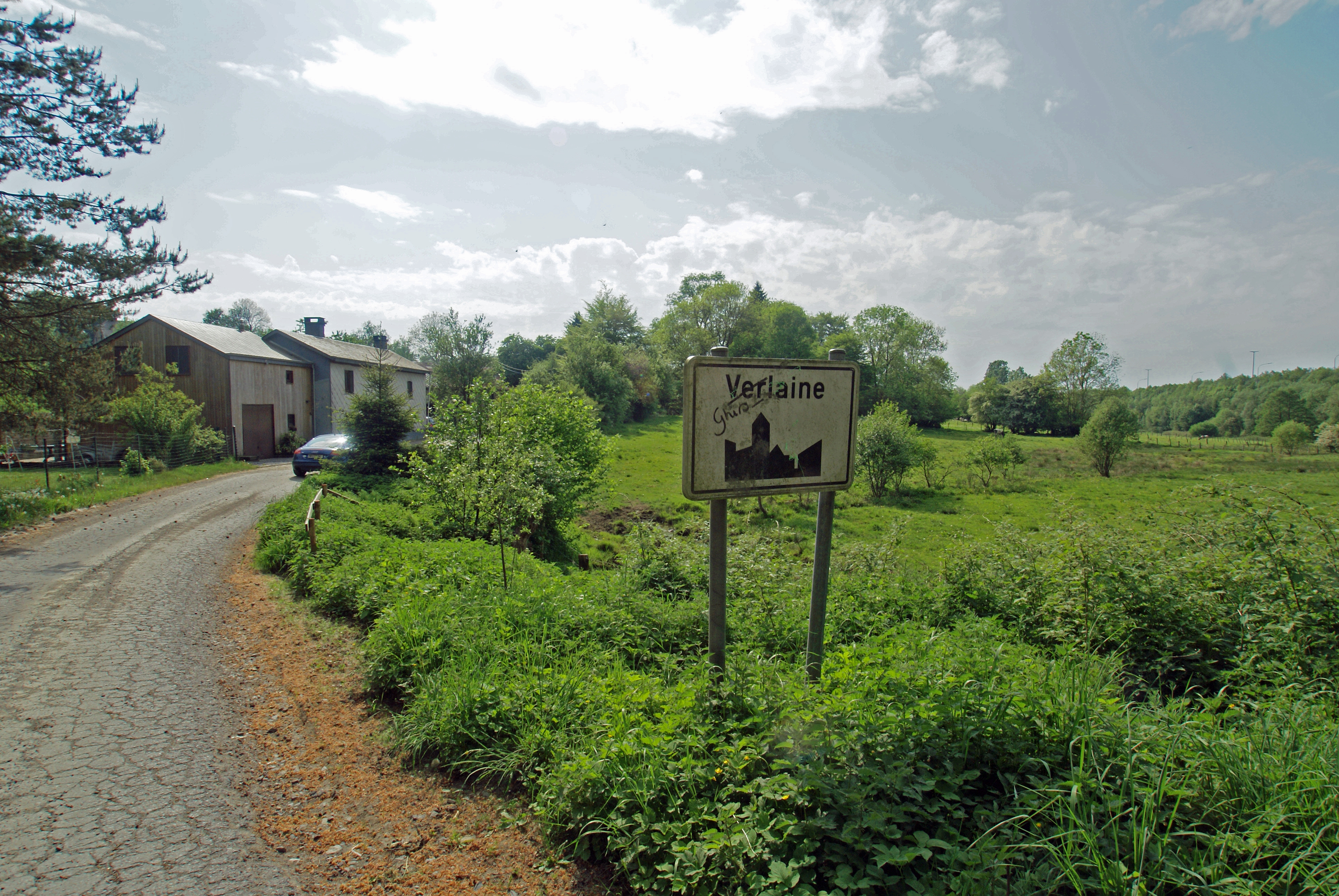
L'entrada del poble en creuar un dels rius-fonts del Rau de Grandvoir
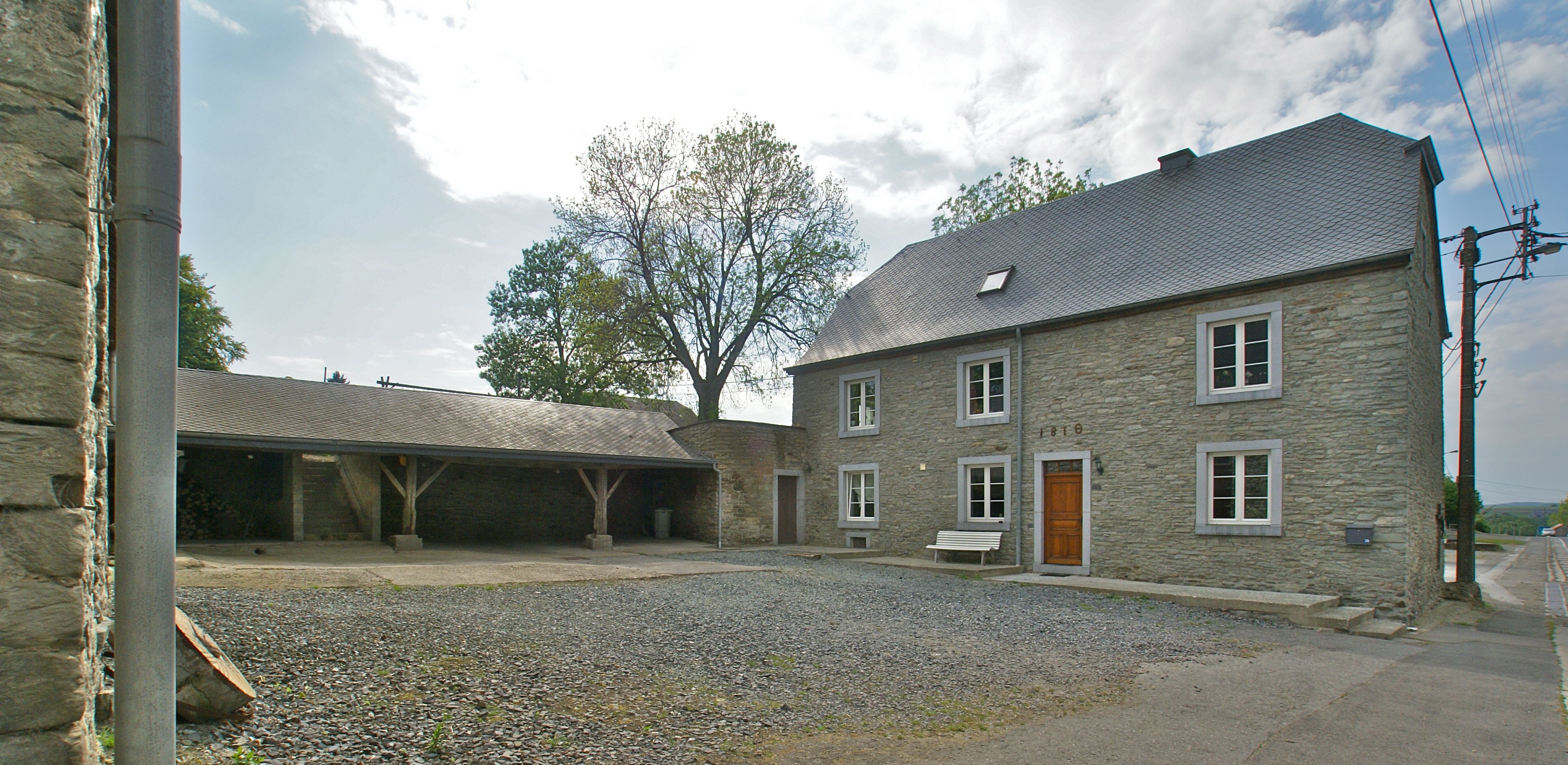
Mas en estil ardenès a la carretera de Namur

## Llocs d'interès
- El museu del pernil: Musée du Jambon[2]